# Orrella amnicola
Orrella amnicola es una bacteria gramnegativa del género Orrella. Fue descrita en el año 2020. Su etimología hace referencia a habitante del río. Es aerobia e inmóvil. Tiene un tamaño de 0,5-0,9 μm de ancho por 1,4-1,8 μm de largo. Forma colonias convexas, redondas, blancas, con márgenes enteros y de color blanco en agar R2A tras 48 horas de incubación. No crece en LB, NA o TSA. Temperatura de crecimiento entre 25-37 °C, óptima de 30 °C. Catalasa negativa y oxidasa positiva. Es sensible a ácido nalidíxico, tetraciclina, novobiocina, kanamicina, cloranfenicol y estreptomicina. Resistente a trimetoprim-sulfametoxazol, ampicilina, rifampicina y penicilina. Tiene un genoma de 3,18 Mpb y un contenido de G+C de 50,9%. Se ha aislado del río Dahanxi en Taiwán. 